# Спасское (озеро, Архангельская область)
Спасское (устар. Воезеро, Воеозеро) — озеро в Архангельской области (бассейн реки Онега). Находится на территории Мошинского сельского поселения Няндомского района. Площадь озера — 5,1 км². Площадь водосборного бассейна — 519 км². Высота над уровнем моря — 79 м.
Озеро Спасское входит в Мошенскую озёрную систему, с прилегающими к ней реками и озёрами и формирует центр Примошья. Озеро вытянуто с северо-востока на юго-запад. В длину озеро простирается на 8 км, самое широкое место — 1 км.
В озеро впадают три реки: Еменьга, Паломка и Томлюга. Вытекает одна река — Воезерка.
Впадающая с юга река Еменьга близ устья образует обширный разлив Пышелаха, а поблизости чуть юго-западнее ещё одно озеро Пыщозеро, названия которых восходят к финскому или саамскому корню пыш — святой.
Котловина озера Спасское неглубокая: максимальная глубина около 8 метров. Летом озеро хорошо прогревается и часто цветет, вода в озере прозрачная. К берегам подобраться довольно сложно, некоторые из них заболочены, другие поросли камышом. Но есть и хорошие подходы с полянками и пляжами. Имеется большое количество родников и ключей.
Озеро Спасское — это очень рыбное место. Здесь можно встретить леща, окуня, плотву, щуку, сорогу и другие виды пресноводной рыбы.

## Галерея

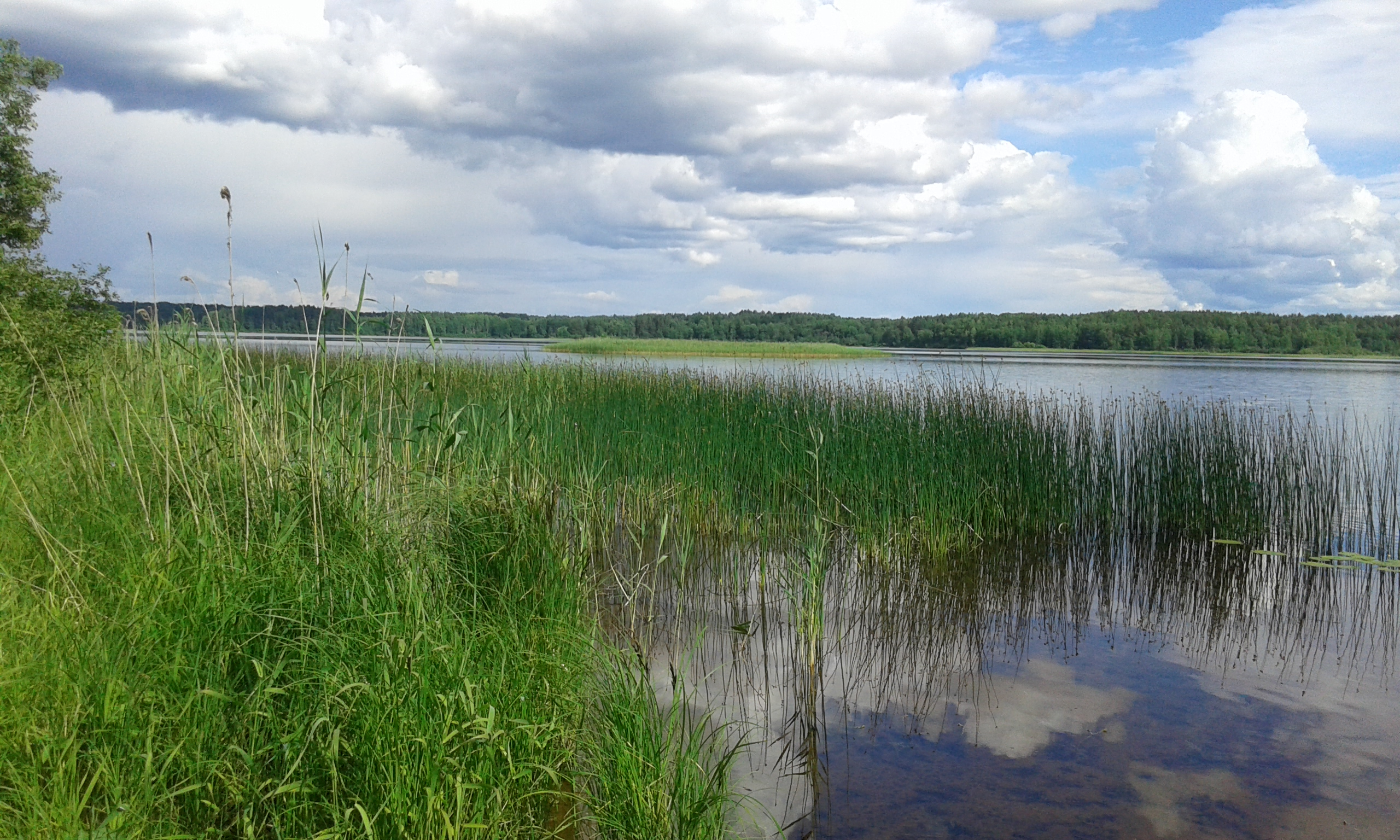
Озеро Спасское — юго-западный берег
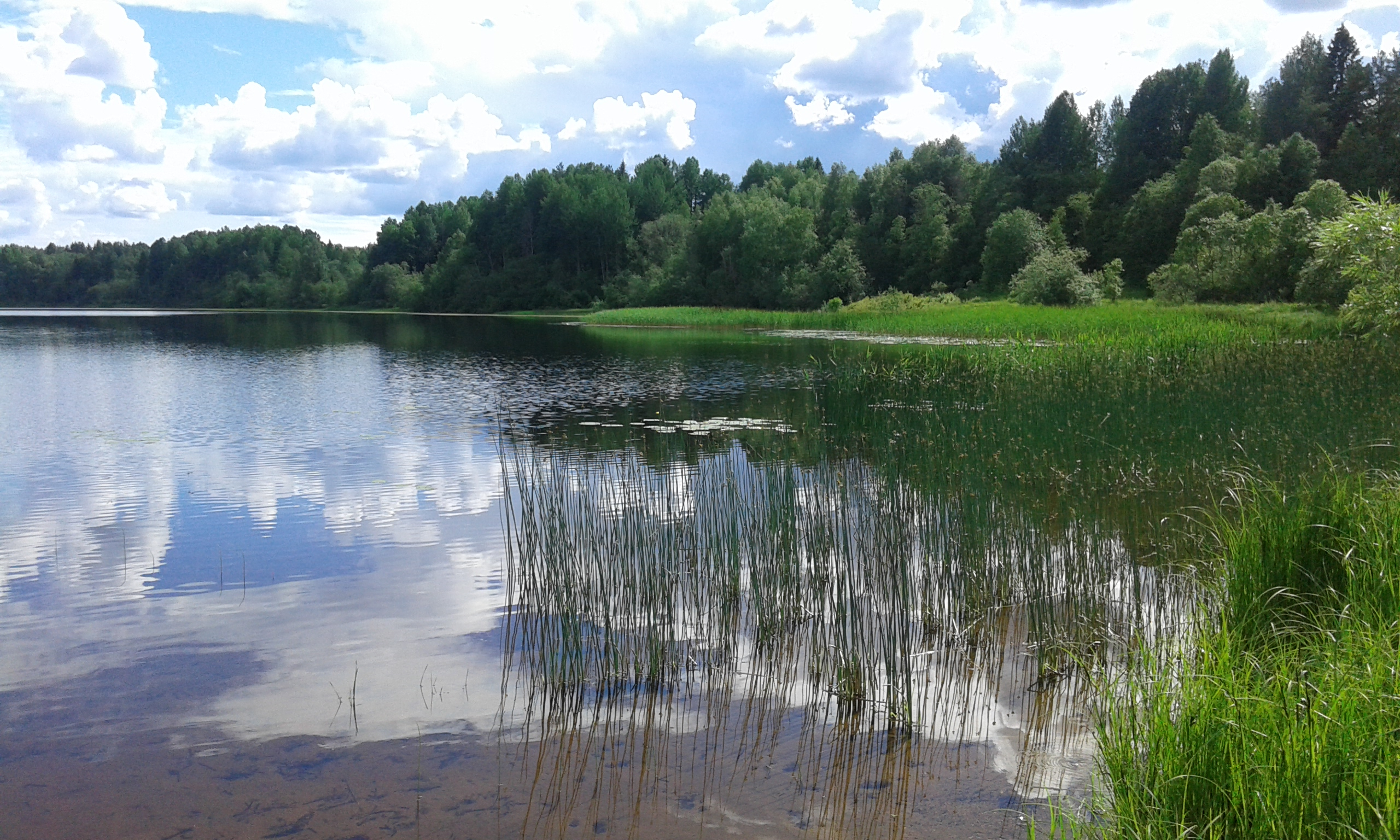
Залив на озере
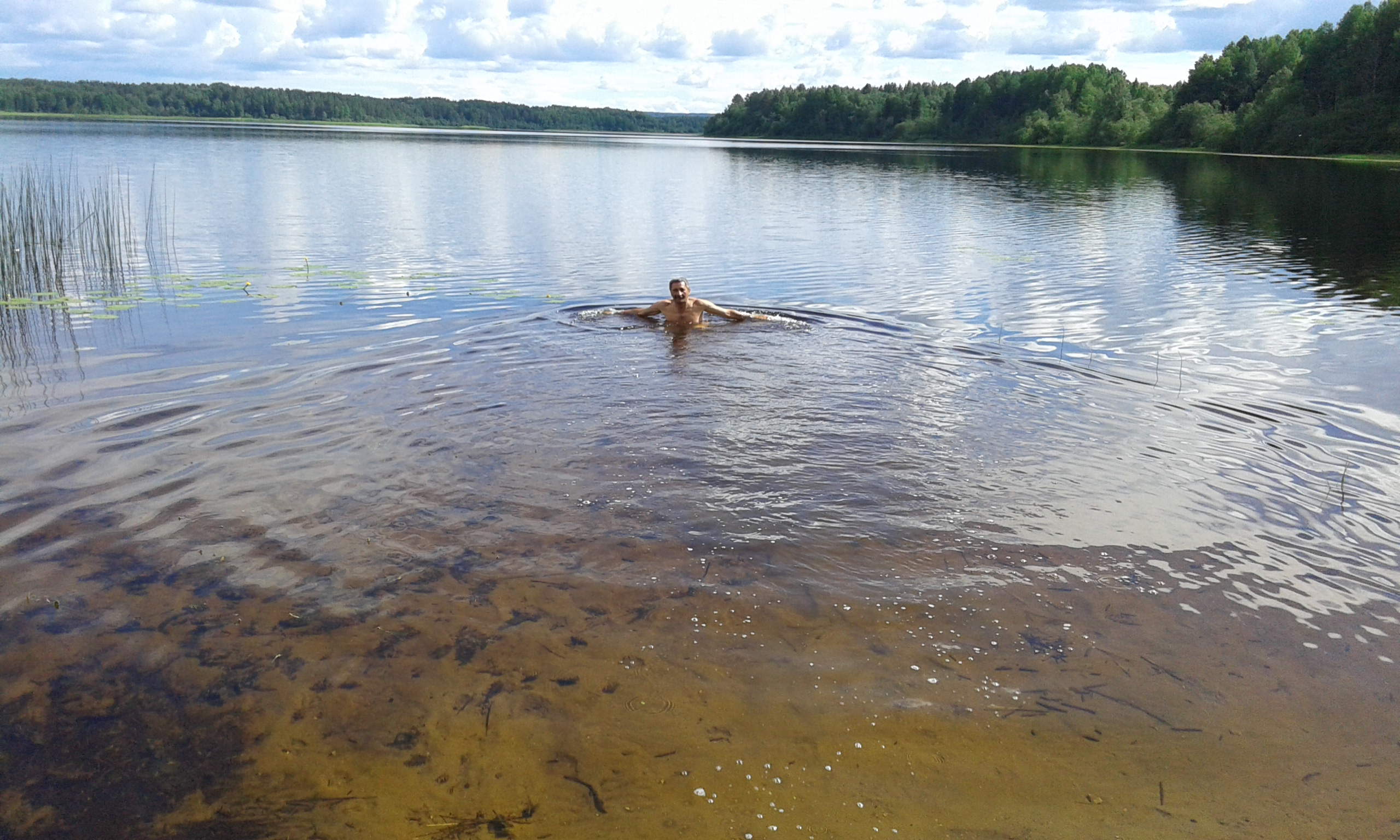
Вода в озере тёплая и прозрачная
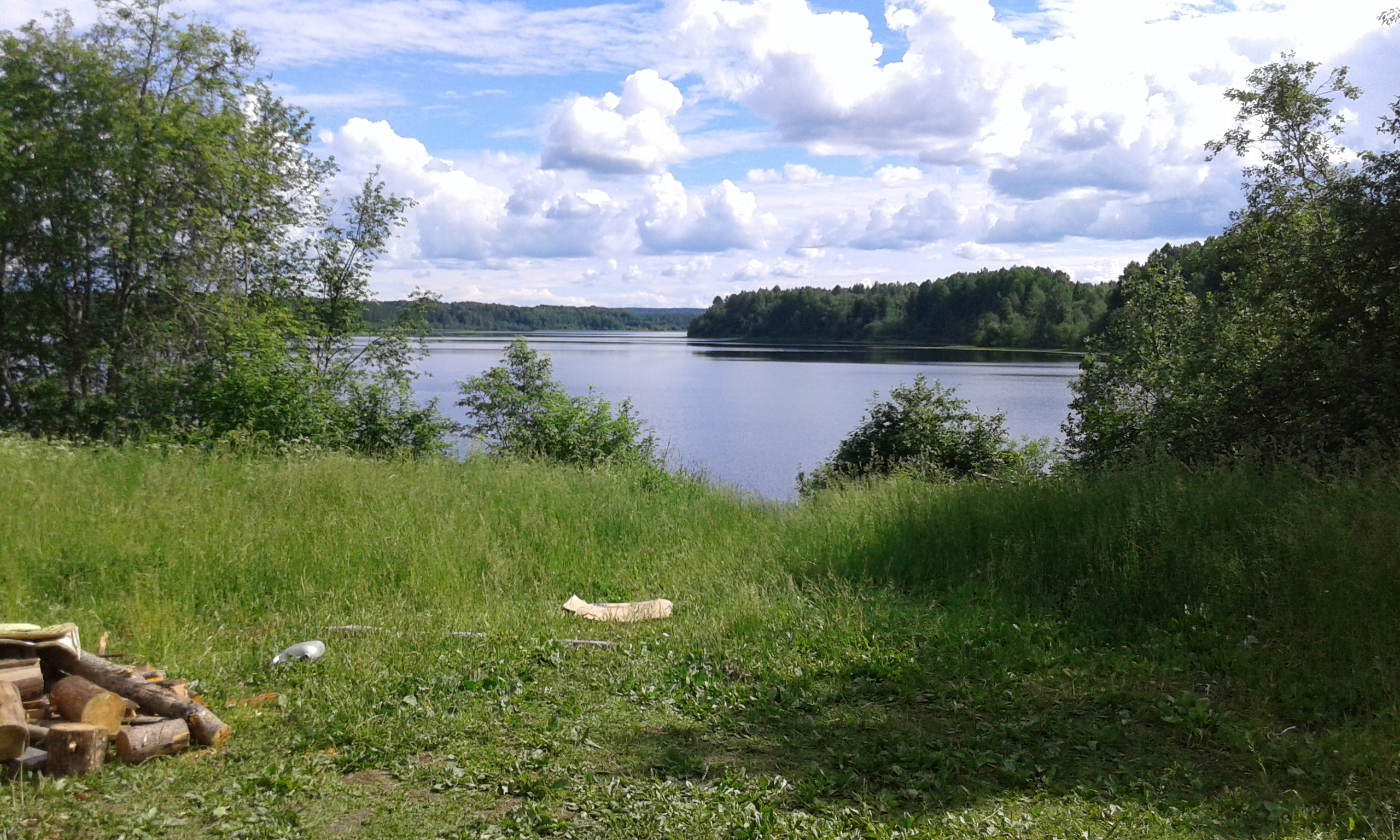
Место для пикника
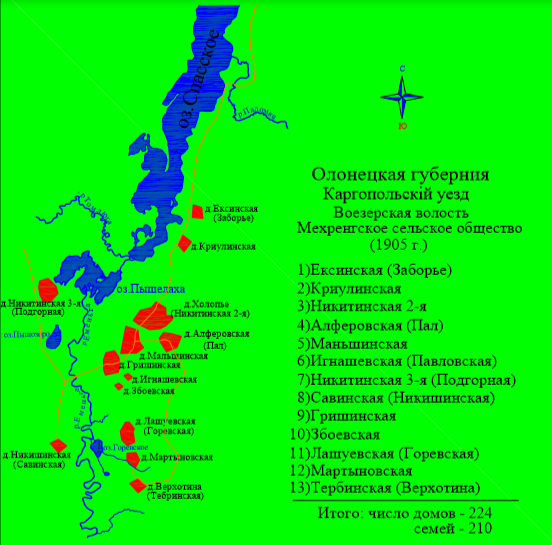
Озеро на карте-схеме Мехренского общества
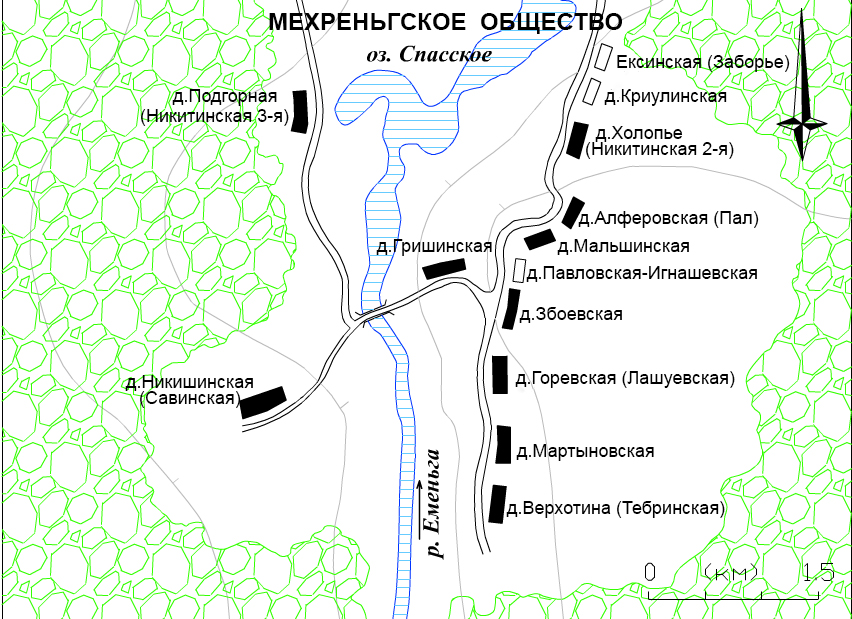
Озеро на схеме Мехренского общества